# 노동으로서의 예술에 대한 논쟁
예술가의 불분명한 지위는 예술 노동 논쟁을 불러일으키는 가장 중요한 원인 중 하나이다. 제도가 용인하는 지위의 확보와 이를 근거로 한 분배는 정당한 사회 구성원이 된다는 것과 동일한 의미를 가지게 되기 때문이다.

## 노동으로서 예술의 특징
이동연은 예술가에게 '노동'은 '창작'과 분리해 설명할 수 없고, '창작'과 '노동'과 분리해 설명할 수 없으며, 창작은 노동의 일부이지만 미적 가치를 생산한다는 점에서 특수한 노동이고, 미적 가치를 생산하는 예술가의 노동은 육체노동과 정신노동이 함께 결합된 노동이다 라고 주장한다. 즉, 예술 작품은 노동시간에 비례하지 않는데, 미적 표현은 노동시간으로 결정할 수 없기 때문이다. 예술 노동은 특별하면서도 보편적이다. 예술 노동은 창작의 '노동'과 노동의 '창작'이 결합한 개념이다. 창작은 노동의 한 형태이면서도, 노동 일반으로 되돌릴 수 없는 특수성을 가졌다. '노동'으로서의 창작은 물리적 시간의 양뿐만 아니라, 창작자의 정신적 투여의 질을 객관화함을 의미하고 반대로 '창작'으로서의 노동은 특수한 미적 가치를 생산하는 행위로서 육체적·정신적 노동을 결합한 창조적 노동이다. 따라서 '예술 노동'은 노동과 별개가 아니라 특수한 노동의 형태로서 창조적 가치를 생산하는 노동으로 정의할 수 있으며 예술은 노동의 가치를 재현할 뿐 아니라, 노동의 특수한 행위로 미적 가치를 갖는다는 점을 강조했다.

### 탈상품화
'탈상품화된 노동'의 개념은 자본주의 상품화의 대안적인 의미로 이해되나, 현재 자본주의 사회에서 '상품'조차 되지 못하는 예술노동의 지위를 포착하는 개념으로도 사용될 수 있다. 과거에 예술노동은 '상품'이 되는 것에 반발하며 비(非)노동이 되고자 했다. 그러나, 신자유주의의 가속화와 더불어 '상품'이 되는 것 이외에 다른 형태로 존재할 수 있는 가능성이 희박해지는 시대가 도래했다. 이에 '탈상품화된 노동'은 자신의 노동이 상품으로서 그 가치를 인정받지 못하는 현실을 짚어낸다.
젠더는 사회모순을 이해하는 일종의 ‘인식론’이자 사회현상 기저의 구조를 가리킨다. 육주원(2022)는 '젠더'를 특정한 방식으로 사회 구조를 작동시키는 기제이자 사회 분석의 범주로서 다룬다. 여성이 경험하는 불평등한 노동 현실과 예술계의 젠더화된 구성을 탈상품화의 맥락에서 보는 것은, 예술노동이 ‘탈상품화’되는 기저의 구조에서 ‘젠더’가 주요한 축으로 작동하고 있음을 보여준다.

### 창의노동
다른 제조업이나 서비스산업과 비교했을 때 문화산업 분야의 특수성으로 지적되는 점들 대부분이 예술가들의 작업과 삶에 뿌리를 두고 있는 ‘창의성’이라는 이데올리기와 결부되어 있다. 일반 노동과는 달리 창의노동(creative labor)은 개인의 창의성을 활용해 문화적, 경제적 가치를 창출하는 특징을 가진다.

### 가사노동과의 유사성
가사노동은 자본주의가 노동계급의 분파들을 상대로 이제까지 자행했던 폭력 중에서 가장 미세한 폭력임을 인정하는 것이 중요하다. 실제로 자본주의 하에서 모든 노동자는 조작과 착취를 당하고 노동자와 자본과 맺는 관계는 그 실체가 제대로 드러나지 않는다.

## 예술이 아닌 것
예술이 아닌 것은 연예이다. 저급문화(저급한 문화) 즉 연예 분야를 연예계라고 이르며, 그곳에 종사하는 사람을 연예인이라고 부른다. 천하고 멍청한 분야라는 뜻에서 비롯된 멸칭은 '딴따라'이다. 연예인의 멸칭은 '딴따라'로 신조어는 관악기 소리를 나타내는 영어 의성어 'tantara'에서 나왔다. 그 후에는 주한 미군을 통해 해당 영어 표현이 한국에도 퍼진 것이다. 1958년부터 신문지상에서 '딴따라 유행가' 등의 표현이 등장하며, 1960년부터는 이런 음악을 하는 사람들을 '딴따라'로 부르는 사례들이 등장한다. 이들은 5.16 군사정변 이후 '산업화와 국가 재건에 도움이 되지 않으면서 미풍양속을 해치는 잉여인간과 같은 연예인들로 취급되어 단속의 대상이 되었다. 그러면서도 권력자들은 파티를 할 때마다 이런 연예인들을 불러서 공연을 하게 시키고, 공연 요청을 거절하면 마약 남용, 풍기문란 등 별별 이유를 들어가며 처벌하는 등 아랫사람으로 취급했다.
기록에 의하면, 상류층들이 노래를 부르는 연예인의 머리를 그릇으로 머리를 쳐서 '딴(tan)'이라는 소리가 나왔는데 여기서 추가되어 딴따라가 되었다는 말도 있다. 연예인이다보니 자주 시비를 당하기도 하는데 실제 일화가 공개되기도 했다.
이렇게 보면 연예인을 폄하하는 건 당시 기성세대들의 전유물로 잊혀질 듯할 것 같지만 의외로 많은 국민들 사이에서 머리가 무식하고 지능이 떨어진다는 이유, 천한 직업이라는 이유, 성접대 등에 관련된다는 이유, 천박한 행동을 한다는 이유 등으로 연예인들을 비웃는 어조로 쓰이는 멸칭이다.

## 모호성
예술가(藝術家) 또는 아티스트(Artist)는 예술 활동, 곧 예술 작품을 창작하거나 표현하는 것을 직업으로 하는 사람으로, 미술을 하는 사람이다. 하지만 회사에 소속된 일종의 직장인의 하급 분류같은 연예인들이 학문, 교양을 갖추지 않았음에도 자칭(自稱) 아티스트로 지칭하는 풍조이기에 아티스트의 입장이 모호해진 것이라고 대중음악 평론가를 비롯해 여러 논문에서 평가하고 있다.
참고로 연예인을 소속사에서는 상품 품목으로 제공한 적이 있다. 이처럼 아티스트는 말로만 지어진 내용일뿐 소속사의 노예가 아닌 아티스트라고 취급되길 바라는 연예인들은 정작 소속사의 부품같은 가치로 평가되는 편이다.

## 역사
르네상스 시기에 예술가와 예술의 지위에 관한 논의가 출발하였다. 인문주의의 영향으로 이전까지 테크네(techne)의 영역이었던 예술이 독자적인 성격을 갖게 되었다. 독일 낭만주의 전통에서 예술과 노동(labour)을 상반되는 개념으로 이해되었다. 마르크스는 예술이 구상과 실행이 통일된 노작(work)의 성격을 가지고 있다고 보았다.
안토니오 네그리(Antonio Negri)는 마르크스의 논의를 보완하는데, 자본주의 세계가 완전하게 물신화, 추상화된 상황에서 예술 노동은 자본주의 내부 모순의 적폐를 가장 노골적으로 확인할 수 있고, 역으로 그러한 자본주의의 밖으로 나갈 수 있는 해방의 계기를 마련해 줄 수 있는 토픽이며, 예술 노동이 자본의 물신화에 봉사하고, 자본의 물신화가 예술 노동을 착취하는 최근 상황이야말로 자본주의 체제하에서 노동 소외의 모순을 가장 극명하게 드러낸다고 할 수 있다. 예술 노동의 물신화, 즉 예술 노동이 화폐가치로 환산되어 결국 예술가가 돈의 노예가 되는 것은 인간의 감성적 활동에서 가장 비극적인 양상을 낳으며 노동이 상품 세계에 완전히 포섭된 상황에서 예술이 상품 세계 안으로 흡수되는 것이 그다지 놀랄 일은 아니라고 말한다.
1960년대 말 뉴욕을 중심으로 칼 안드레, 로버트 모리스, 한스 하케 등이 예술노동자를 규정했다. 1994년 1월 29일부터 2월 20일까지 안드레아 프레이저는 독일의 뤼네부르크 대학교에서 《용역: 프로젝트 지향적인 예술적 실천의 조건과 관계》를 진행하여 예술가의 노동이 인정받지 못하는 상황을 다루었다. 프레이저는 이 프로젝트를 통해 노동의 맥락에서 예술가의 사회적 지위와 활동을 재규명했다. 2008년 뉴욕에서 결성된 웨이지(WAGE, Working Artists and the Greater Economy)는 미술계 내에서 공정한 분배가 이루어질 수 있도록 예술가와 기관이 지속가능한 경제 관계를 구축하고자 한다.

### 대한민국
한국에서도 1980년대 ‘현실과 발언’, ‘민족문화 이념 논쟁’, ‘예술미학의 당파성’ 논쟁을 거쳐 민족예술인총연합, 문화연대 등의 운동 조직화, 그리고 최근의 예술가 권리를 위해 연대한 ‘예술인 소셜 유니온’에 이르기까지 예술노동의 쟁점은 사회를 전유하고, 정치를 전유하고, 자본의 문제를 전유하였다.
문화 연대를 비롯하여 문화 운동 주체들이 2000년 초부터 제기했던 예술가들의 노동권 문제는 창작지원에 대한 요구를 뛰어 넘는 권리적인 측면에서의 급진적인 운동의제로 제기되었다. 즉, 임금노동화와 같은 수동화된 개념이 아니라 적극적인 삶과 창작의 권리로서의 노동을 말한다.
2003년 조각가 구본주 작가의 죽음은 대한민국에서 예술 노동 관련 논의를 불러일으켰다. 그는 2003년 9월 29일 새벽 5시께 경기도 포천에서 길을 가다 가해자가 몰던 차에 치어 목숨을 잃었다. 피해보상을 놓고 가해자 측 보험회사와 유가족이 법정공방을 벌였다. 가해자 측 보험회사인 삼성화재는 피해자인 구본주 작가의 직업이 수입을 증명할 수 없는 예술가이고, 그에 따라 경력을 인정할 수 없기 때문에 '도시일용노임'을 적용해야 하며 정년도 60세로 하향 조정해야 한다고 주장했다. 이 사건은 예술가의 노동자성을 어떻게 봐야 할 것인지에 대한 숙제를 남겼다. 2005년 10월 31일 원심 판결을 따르는 조건으로 사건은 종결되었다. 대책위원회는 "예술이 사회적 노동으로 인정받기 위한 활동이 절실"하며, "예술의 가치와 예술가의 위상을 확보하는 활동을 진행하겠다"고 밝혔다.
2002년 한일월드컵을 계기로 홍대 주변이 문화지구로 지정되면서 치솟는 임대료를 견디지 못해 문화 생태계의 밑바닥에 위치한 비주류 예술가들이 상수역, 합정역, 문래동, 연남동으로 내몰렸다. 명동, 신촌, 홍대, 대학로로 이어지는 문화지구의 지정은 건물고도제한 일부 완화, 세금감면 등의 혜택을 제공했지만, 실제로 이 혜택을 받은 사람들은 연극인, 예술인들이 아니라 건물주들이었다. 2009년의 두리반 사례는 철거민으로 전락한 자영업자와 예술가가 연대하여 건설/부동산자본의 시스템에 저항한 대표적인 사건 중 하나이다.  2009년 마포구청에서 동교동 삼거릴 일대를 ‘지구단위계획지역’으로 지정하자 LG건설이 이 일대 부동산을 매입하여 재개발하고자 했다. 당시 이 곳에 ‘두리반’이라는 칼국수집을 운영했던 식당 주인이 재개발에 반대하는 시위를 하였고, 이 식당을 자주 찾았던 인디밴드들이 함께 연대하여 2010년 4월부터 1년 5개월간 농성하면서 다양한 문화적 퍼포먼스를 하였다. 531일 동안 벌어진 홍대 근처 칼국수 식당 두리반의 철거 반대 농성은 철거민 문제에 인디 음악가들과 시민들이 연대해서 건설시공사와 협상에 성공한 예외적 사건이다. 청년 인디 음악가들은 농성장에서 정기적으로 공연을 했고, 그 과정에서 자립음악생산조합이라는 단체가 조직되기도 했다. 철거민의 문제에 공감한 음악가들, 문학인들, 청소년 활동가들, 시민들이 함께 거주하면서 놀고 춤추고 대화했던 두리반 농성은 기존 농성의 문법으로는 분석불가능한 사건으로 기록되었다.
2010년 11월 인디뮤지션 이지원 가수가 사망했다. 고인의 죽음과 함께 국내 음원 서비스 수익구조에 대한 논란을 불러일으켰다. 고인의 음원 수익료가 일정 금액에 이르지 못했다는 이유로 ‘싸이월드’측으로부터 음원 권리료를 도토리로 대신 받았다는 것이 주 내용인데, 논란은 ‘싸이월드’측의 해명으로 결국 해프닝임이 밝혀졌다. 국내 인디 뮤지션들의 수익료는 갑자기 뜬 경우가 아니라면 거의 제로에 가깝다. 주 공연장인 클럽에서 공연을 하고 출연료는 받지 않는 것이 관례다. 뮤지션들이 그나마 얻을 수 있는 수입은 앨범 판매 수익료, 디지털 음원료, 행사비인데, 이마저도 뮤지션에게 할당되는 비율은 극히 적다.
2011년 경기도 안양에서 최고은 시나리오 작가가 생활고로 사망했다. 최고은 작가 사망 1주기를 맞아 열린 문화예술인의 토론회 《밥 먹고 예술합시다》에서 예술인 노조의 설립 당위성이 공론화되었다. 이후 나도원, 김상철을 중심으로 설립된 '예술인 소셜 유니온'이 발족했다.
2013월 12월 17일 미술인생산자모임이 시청각에서 개최한 제1차 공개토론회를 통해 미술계에서도 예술노동 의제화가 시작되었다. 이 토론회는 아티스트피(artist fee)를 책정하지 않는 등 예술 활동에 정당한 사회적 분배를 하지 않는 미술계의 고질적 관행을 공론화했다.  예술과 노동을 연결하기보다 예술 활동에 대한 정당한 사회적 분배에 대한 필요성도 느 끼지 못할 뿐더러 사회적 분배 없음을 당연시여기는 미술계의 고질적인 관행을 언급하며 발표자들은 국공립 기관이 아티스트피(artist fee)를 책정하지 않는 현실, 전시에 참여시켜주는 것을 오히려 작가들이 감사하게 생각해야 한다는 미술계 내부의 만연한 통념, 운송비까지도 작가에게 전가하거나 제작비를 낮게 책정해 합의하려하는 기관의 권위적인 태도, 전시를 하면 할수록 가난해지는 작가의 경제적 현실, 계약서 없이 전시를 의뢰받았다가 기관과의 불충분한 의사소통으로 인해 추후 잡힌 전시 진행에 차질이 생긴 경험 등을 문제로 제시하였다.
2014년 11월 27일 서울문화재단에서 주최한 서울시 창작공간 국제 심포지엄 '노동하는 예술가 예술환경의 조건'이 개최되었다. 이 심포지엄은 국내외 경제학자, 정책가, 예술가, 노동 전문가들과 함께 '예술가의 노동'에 대한 심도 깊은 논의를 펼쳤다.
2017년 5월 20일 황지해가 서울역고가도로에 설치한 〈슈즈트리〉가 공개되면서, 예술가의 노동자성에 관한 담론이 형성되었다. 해당 작품에 관한 부정적인 입장이 작가의 예술 활동에 대한 보상 문제로 번졌기 때문이다.
2019년 10월 21일, 뮤지컬 〈친정엄마〉의 출연진과 스태프들 중 25명은 한국예술인복지재단의 '예술인 신문고'를 통해 자신들의 출연료 체불사실을 알리며 구제를 호소했다. 신고에 따른 처리절차를 거쳐 2020년 〈친정엄마〉팀은 ‘소액체당금’ 을 지급받을 수 있었다. 체불된 출연료의 일부를 소액체당금이란 명목으로 지급받을 수 있었다는 것이 근로자에게만 보장된 권리였다는 점을 감안할 때, 이는 단순히 체불된 사례를 받게 되었다는 것 이상의 의의를 지닌다. 소액체당금은 '고용노동부'가 사업주를 대신해 '근로자'에게 지급하는 것이다. 그러므로 소액체당금을 지급받을 수 있게 되었다는 것은 곧 예술인의 '근로자성'(물론 이는 법률적인 주체성이다)이 적어도 법률적으로 공인되었음을 함께 말해주는 것이었다. 국내에서 처음으로 예술인들의 ‘근로자성’이 법률적으로 인정 받음으로서 예술과 노동의 관계를 고심하던 이들 사이에는 중요한 이정표가 만 들어진 해였다.
현재 여러 분야에 설립된 예술인의 노동연대는 노동자로 정당하게 인정받기 위해 같은 목소리를 내고 있다.
공연예술인의 생존권을 지키기 위해 창립, 예술인 최저 인금제도 실시 운동과 기본 소득법 실시 운동, 기초 공연예술 진흥법 입법 운동 등 3대 운동을 전개하고 있는 공연예술인노동조합, 무용계 안팎으로 개선되어야 할 것들에 대한 토론과 행동을 공유하는 모임인 무용인 희망연대 오롯, 열악한 뮤지션들의 현실을 개선하기 위해 2013년 창립, '우리의 일은 음악이다(Music is work)'라는 슬로건으로 활동하고 있는 뮤지션 유니온,2017년 방송작가의 노동권보장과 처우개선을 위해 출법, 방송작가의 고용안정과 원고료 현실화를 위한 기획 사업 및 법률상담 지원 등을 하고 있는 방송작가 유니온 ,작가들의 창작의욕 고취, 권익 보호, 사회적 약자와의 연대를 목적으로 설립, 동화작가, 동시인, 청소년 소설가 등 223명이 뜻을 모아 설립한 작가 단체인 어린이 청소년책 작가연대, 2012년에 음악/미술/방송/만화 등 다양한 장르의 예술가들이 모여 설립, 노동자로서의 예술인들의 권리를 보장하고 사회적 공공성을 찾기 위한 운동을 전개하고 있는 예술인소셜유니온, '전국여성노동조합' 산하의 '여성 프리랜서 작가' 지회, 웹툰/ 웹소설/ 일러스트 작가들이 노동 환경 개선하고 디지털 콘텐츠 업계의 성차별을 해소하기 위해 조직 된 전국여성노동조합 디지털콘텐츠창작노동자지회, 영화산업노동자의 단결과 권리보장을 위해 설립, 영화노동자의 이해를 돕기 위해 표준근로계약서 등 상시적 상담을 진행 하고 있는 전국영화산업노동조합 보관됨 2022-03-28 - 웨이백 머신, 열악한 예술강사의 처우개선을 위해 설립, 예술강사의 건강보험 적용을 위한 소송/ 임금체불문제와 건강검진 등 법규준수를 위한 노동청 진정 진행을 도와주는 전국예술강사노동조합 보관됨 2022-12-31 - 웨이백 머신, 방송연기자협회/ 실연자협회/ 코메디언협회/ 성우협회/ 대한가수협회로 구성된 연합단체, 정부의 정책적 파트너가 되어 방송예술산업진흥을 위해 법과 제도 개선 및 발전을 도모하는 한국방송예술인단체연합회, 1988년 설립된 방송 및 대중예술계의 최대 노동조합, 현재 탤런트/ 성우/ 코미디언/ 연극인/ 무술연기자 등 5개 지부 5천여 명의 조합원으로 구성된 한국방송연기자노동조합, 웹툰 시장의 공정성과 웹툰 작가의 근로환경 개선을 위해 설립, 웹툰 작가들로만 구성되어 있으며 계약분쟁 등에 있어 상담도 제공하고 있는 한국웹툰작가협회, 조명/ 장비/ 카메라/ 분장/ 작가 등 방송제작 스태프들이 하나의 노조로 뭉쳐 출범, 방송 스태프 통계 만들기/ 표준근로계약서 의무화 요구 등을 목표로 활동하고 있는 희망연대노동조합방송스태프지부 등 이 있다.

## 예술인실태조사

### 연식
1988년부터 3년 주기로 시행되는 「2021 예술인 실태조사」의 결과를 집계·분석한 결과를 바탕으로 기술된 문서이다. 「2021 예술인 실태조사」는 2013년에 개정된 『예술인 복지법』에 근거하여 작성되었고, 2015년부터 조사의 명칭과 조사규모 및 조사방법 등을 전면 개편하였으며 이후 세 번째 조사로 진행됐다.

### 조사[29]

#### 목적
예술인 실태조사는 현재 우리나라에서 시행되는 '예술인 대상 조사' 가운데 가장 광범위한 조사로 유일하게 통계청의 승인을 받아 시행되고 있다. 예술인의 복지 및 창작환경에 대해 파악하여, 예술인의 권익 보호와 복지 정책의 수립 및 시행에 필요한 기초자료로 활용하는데 목적이 있다.

#### 대상
조사 대상은 14개의 분야의 예술인으로 문학, 미술, 공예, 사진, 건축, 음악, 국악, 대중음악, 방송연예, 무용, 연극, 만화, 기타 등이 있다. 조사 규모는 5,109명이고, 전국 17개 시•도 조사 지역이다.

#### 조사 변경 사항
| 구분     | 문화예술인 실태조사('88~'12년)                                                          | 2015년 예술인 실태조사                                                                                        | 2018년 예술인 실태조사                                                                                             | 2021년 예술인 실태조사 |
| -------- | --------------------------------------------------------------------------------------- | --- | --- | --- |
| 조사대상 | 10개의 예술분야 예술인 (문학, 미술, 사진, 건축, 음악, 국악, 무용, 연극, 영화, 대중예술) | 14개 예술분야 예술인 (문학, 미술, 공예, 사진, 건축, 음악, 국악, 대중음악, 무용, 연극, 영화, 방송, 만화, 기타) | 14개 예술분야 예술인 (문학, 미술, 공예, 사진, 건축, 음악, 국악, 대중음악, 무용, 연극, 영화, 방송연예, 만화, 기타)  | 14개 예술분야 예술인 (문학, 미술, 공예, 사진, 건축, 음악, 국악, 대중음악, 무용, 연극, 영화, 방송연예, 만화, 기타)                                       |
| 모집단   | 3만~4만 명 - 한국예술문화단체총연합회‧민족예술인총연합회 회원)                          | 13만여 명 - 예술인복지재단 예술활동증명 신청자, 문예위 문화예술지원시스템 등록자, 문화예술 관련 협‧단체 회원) | 178,540명 - 예술활동증명 완료 예술인, 한국문화예술위원회 공모사업 참여 예술인, 문화예술 관련 협회‧단체 회원 예술인 | 229,372명 - 예술인활동증명 완료 예술인, 한국문화예술위원회 공모사업 참여 예술인, 지방자치단체 공모사업 참여 예술인, 문화예술 관련 협회‧단체 회원 예술인 |
| 표본크기 | 2,000명                                                                                 | 5,008명 | 4,953명 | 5,108명 |
| 표본설계 | 예술활동 분야별 200면 임의할당                                                          | 조사 모집단의 지역별‧예술분야별 분포를 고려한 제곱근 비례배분                                                 | 조사 모집단의 지역별‧분야별 분포를 고려한 제곱근비례배분                                                           | 조사 모집단의 지역별‧분야별 분포를 고려한 제곱근비례배분                                                                                                |
| 표본추출 | 예술활동 분야별 무작위 추출                                                             | 14개의 예술분야, 16개 시도별 층화무작위추출                                                                   | 14개 분야, 17 시도별 층화무작위추출법                                                                              | 14개 분야, 17 시도별 층화무작위추출법 |
| 조사방법 | 우편조사                                                                                | 1:1 면접조사                                                                                                  | 방문면접조사, 온라인조사                                                                                           | 방문면접조사, 전화조사, 온라인조사 |

## 한계
현재까지의 예술노동에 관한 담론들은 대부분 유럽 중심적으로 쓰여졌다는 비판이 있다. 실제로도 '유럽-미국 대도시의 예술 허브'에 집중되어 있다.

## 관련 법률

### 예술인복지법
2011년 최고은 시나리오 작가의 죽음을 계기로 제정된 예술인 복지법은 대한민국에서 최초로 예술인의 법적, 사회적 지위를 논의하고 예술인의 지위를 인정하는 계기였다. 한국표준직업분류표는 분명히 예술가를 직업으로 명시하고 있음에도 불구하고 말이다. 하지만 제정 당시부터 현재까지 예술가를 꾸준히 '수혜자'로 보고 제정한 법이라는 문제점이 제기되었다.
현재 대한민국에서 예술강사는 주 15시간 미만을 일하는 노동자라는 초단시간 노동자로 분류된다. 이러한 제약이 있기에 예술강사는 4대보험 중 건강보험이 빠진 3대 보험만 가입이 된다. 가장 대표적인 사회보험인 건강보험이 빠진 3대보험은 사실상 제대로 된 사회보험의 역할을 하기 힘들다. 은행에서 대출을 받으려 해도 건강보험 납부내역을 기준 삼는다. 경력도 건강보험 가입기간으로 산정하는 경우가 많다. 이렇듯 여전히 예술강사는 건강보험 혜택의 사각지대에 놓였다.
더불어 예술인복지법은 필연적으로 예술가가 누구인가를 정량적으로 증명하고 판단하는 근거와 연동된다. 따라서 말 그대로 얼마나 가난한가를 정량적으로 증명할 수 있는 서류를 제출해야 한다.

### 예술인권리보장법
2022년 9월 25일 「예술인의 지위와 권리의 보장에 관한 법률(약칭: 예술인권리보장법)」이 시행되었다. 예술인권리보장법은 “예술가의 권리는 법률로써 보호한다.”라는 ｢헌법｣규정을 실질적으로 구현한 것으로, 그동안 예술 관련 법령이 예술 분야별 지원체계 마련에 집중하거나 예술가의 권리를 부분적으로 다룬 것과는 달리 예술인의 권리보장을 포괄적이고 구체적으로 규정한 법률이다. 
한국예술인복지재단에서 관련 내용을 쉽게 찾아볼 수 있도록 제도안내서와 동영상강의 등을 살펴볼 수 있다.
「예술인의 지위와 권리의 보장에 관한 법률」 제도 안내

## 관련 서적
- 이동연, 『예술@사회』
- 줄리아 브라이언 윌슨, 『미술노동자』
- 캐슬린 김, 『예술법』
- 한스 애빙, 『왜 예술가는 가난해야 할까?』